# Meterana pictula
Meterana pictula är en fjärilsart som beskrevs av Butler 1877. Meterana pictula ingår i släktet Meterana och familjen nattflyn. Inga underarter finns listade i Catalogue of Life.